# Pilsbryspira umbrosa
Pilsbryspira umbrosa é uma espécie de gastrópode do gênero Pilsbryspira, pertencente a família Pseudomelatomidae.